# 大沃肖湖

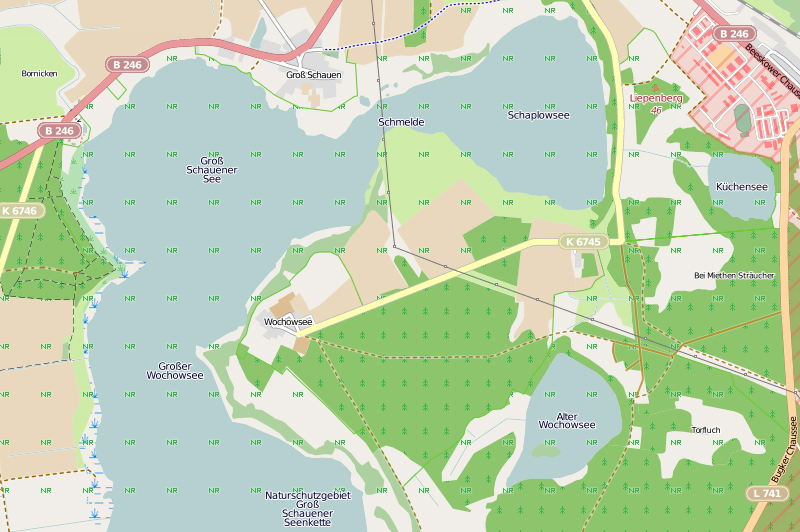

52°13′27″N 13°53′25″E / 52.22417°N 13.89028°E
大沃肖湖（德語：Großer Wochowsee），是德國的湖泊，位於該國西南部，由勃蘭登堡州負責管轄，處於奧得-施普雷縣，距離首都柏林東南面50公里，長4.3公里、寬1.8公里，面積4.6平方公里，海拔高度32米。